# Jämsänkoski

Huy hiệu của Jämsänkoski

Jämsänkoski là một thị xã ở miền trung Phần Lan, tọa lạc gần hồ Päijänne và sông Jämsänjoki. Thị xã có dân số 7.581 người (thời điểm ngày 31 tháng 12 năm 2003). Diện tích là 448,67 km² trong đó có 48,02 km² là diện tích mặt nước. Mật độ dân số là 16,9 người trên mỗi km².
Doanh nghiệp sử dụng nhiều lao động nhất là nhà máy giấy của UPM Kymmene
Jämsänkoski được lập năm 1926 khi được tách ra khỏi giáo khu lớn hơn của Jämsä. Giáo khu Koskenpää đã được sáp nhập vào Jämsänkoski đầu năm 1969.
Jämsänkoski sẽ thuộc Jämsä năm 2009